# Last Chance (Carolina del Nord)
Last Chance és una petita àrea no incorporada situada al comtat de Hyde, a l'estat estatunidenc de Carolina del Nord.